# Gignese
Gignese – miejscowość i gmina we Włoszech, w regionie Piemont, w prowincji Cusio Ossola. Położona około 110 kilometrów na północny wschód od Turynu i około 8 kilometrów na południe od Verbanii.
Według danych na rok 2004 gminę zamieszkiwały 784 osoby, 56 os./km².